# Мартинес, Хуан Рамон
Хуа́н Рамо́н Марти́нес (исп. Juan Ramón Martínez; 20 апреля 1948, Сан-Мигель — 4 августа 2024) — сальвадорский футболист, игравший на позиции полузащитника; участник чемпионата мира 1970 года.

## Биография

### Клубная карьера
Мартинес начал карьеру в клубе «Агила», в которой играл в течение шести сезонов, выиграв в составе этой команды два чемпионских титула. В 1971 году Мартинес стал игроком клуба «Хувентуд Олимпика», в составе которого выиграл чемпионский титул.
В следующем сезоне Мартинес уехал в Гватемалу, где играл за местный клуб «Мунисипаль». В 1973 году переехал в США, где играл за «Индиану Тайгерс» из Американской футбольной лиги. В 1974 году вернулся на родину, где в течение двух сезонов играл за «Альянсу». В последующие годы Мартинес играл за «Онсе Мунисипаль» (1976—1979), «Онсе Лобос» (1980—1981) и «Атлетико Марте», с которым в 1982 году выиграл чемпионский титул. В этом же клубе Мартинес завершил карьеру игрока в возрасте 34 лет.

### Карьера в сборной
В составе сборной Сальвадора Мартинес принимал участие на олимпийском турнире 1968 года, на котором сальвадорцы заняли в группе последнее место.
Играл на чемпионате мира 1970 года, где сыграл в двух матчах группового этапа со сборными Бельгии (0:3) и сборной Мексики (0:4). Всего за сборную Сальвадора сыграл 32 матча, в которых забил 14 мячей.

### Смерть
Скончался 4 августа 2024 года в возрасте 76 лет.

## Достижения
«Агила»
- Чемпион Сальвадора (2) : 1964/65, 1967/68

«Хувентуд Олимпика»
- Чемпион Сальвадора (1) : 1973

«Атлетико Марте»
- Чемпион Сальвадора (1) : 1982